# 압둘라 이브니 아흐맛샤
압둘라(말레이어: Al-Sultan Abdullah Ri'ayatuddin Al-Mustafa Billah Shah ibni Almarhum Sultan Haji Ahmad Shah Al-Musta'in Billah, 1959년 7월 30일~)는 말레이시아의 16대 국왕이다. 본명은 틍쿠 압둘라 이브니 틍쿠 아흐맛샤(Tengku Abdullah ibni Tengku Ahmad Shah)이다. 
파항 출생이다. 2019년 1월 11일 파항주에서 술탄으로 임명되었다. 얼마 뒤 1월 31일 국왕으로 즉위하였으며, 2024년 1월 임기를 마쳤다.